# 玫瑰园球场
玫瑰园球场（西班牙語：Estadio La Rosaleda）是一座位于西班牙南部安达卢西亚自治区马拉加市的足球场，可以容纳30,044名观众，是安达卢西亚第四大体育场。
玫瑰园球场是马拉加足球俱乐部的主场，也是已经解散的马拉加体育俱乐部的前主场。在预备队马拉格尼奥竞技参加西乙联赛期间也曾将主场比赛安排在此进行。

## 1982年世界杯足球赛
1982年世界杯，玫瑰园球场举办了3场第一轮比赛。

### 第一轮
玫瑰园球场举办了3场小组赛阶段第一轮的比赛。
| 1982年6月15日 | 苏格兰                                                       | 5–2  | 新西兰                  | 马拉加玫瑰园球场               |
| 21:00 CEST    | - 达格利什 18' - 沃克 29', 32' - 罗伯逊 73' - 阿奇博尔德 79' | 報告 | - 萨姆纳 54' - 伍丁 64' | 入場人數： 36,000 ： 大卫·索查 |

| 1982年6月19日 | 苏联                                         | 3–0  | 新西兰 | 马拉加玫瑰园球场                              |
| 21:00 CEST    | - 加夫里洛夫 24' - 布洛欣 48' - 巴尔塔恰 68' | 報告 |        | 入場人數： 19,000 ： 优素福·穆罕默德·阿尔古尔 |

| 1982年6月22日 | 苏联                        | 2–2  | 苏格兰                  | 马拉加玫瑰园球场                   |
| 21:00 CEST    | - 奇瓦泽 59' - 申格利亚 84' | 報告 | - 乔丹 15' - 索内斯 86' | 入場人數： 45,000 ： 尼古拉·赖内亚 |